# STS-102
La misión STS-102 fue una misión del Transbordador Espacial Discovery. Su propósito era suministrar y reemplazar a la tripulación de la Estación Espacial Internacional. Todos los objetivos fueron cumplidos, y en la reentrada y aterrizaje ocurridos el 21 de marzo de 2001 no hubo incidentes.

## Tripulación
- James D. Wetherbee (5), Comandante
- James M. Kelly (1), Piloto
- Andrew S. W. Thomas (3), Especialista de misión
- Paul W. Richards (1), Especialista de misión

### Expedición 2de la EEI Lanzada
- Yury V. Usachev (4), Comandante
- James S. Voss (5), Ingeniero de vuelo
- Susan J. Helms (5), Oficial científico

### Expedición 1de la EEI de regreso
- William M. Shepherd (4), Comandante
- Yuri P. Gidzenko (2), Comandante de la Soyuz
- Sergei K. Krikalev (5), Ingeniero de Vuelo

( ) son los vuelos realizados por el astronauta incluida esta misión.

## Parámetros de la misión
- Masa: 
  - Al lanzamiento: 99 503 kg
  - Al aterrizaje: 90 043 kg
  - Carga: 5760 kg
- Perigeo: 370 km
- Apogeo: 381 km
- Inclinación: 51,5º
- Período: 92,1 min.

### Acoplamiento con la EEI
- Acoplado: 10 de marzo de 2001, 06:38:00 UTC
- Desacoplado: 19 de marzo de 2001, 04:32:00 UTC
- Tiempo acoplado: 8 días, 21 horas, 54 minutos y 00 segundos

### Paseos espaciales
- Voss y Helms - EVA 1
- Comienzo EVA 1: 11 de marzo - 05:12 UTC
- Final EVA 1: 11 de marzo, - 14:08 UTC
- Duración: 8 horas, 56 minutos
- Thomas y Richards - EVA 2
- Comienzo EVA 2: 13 de marzo - 05:23 UTC
- Final EVA 2: 13 de marzo - 11:44 UTC
- Duración: 6 horas, 21 minutos

## Resumen de la misión

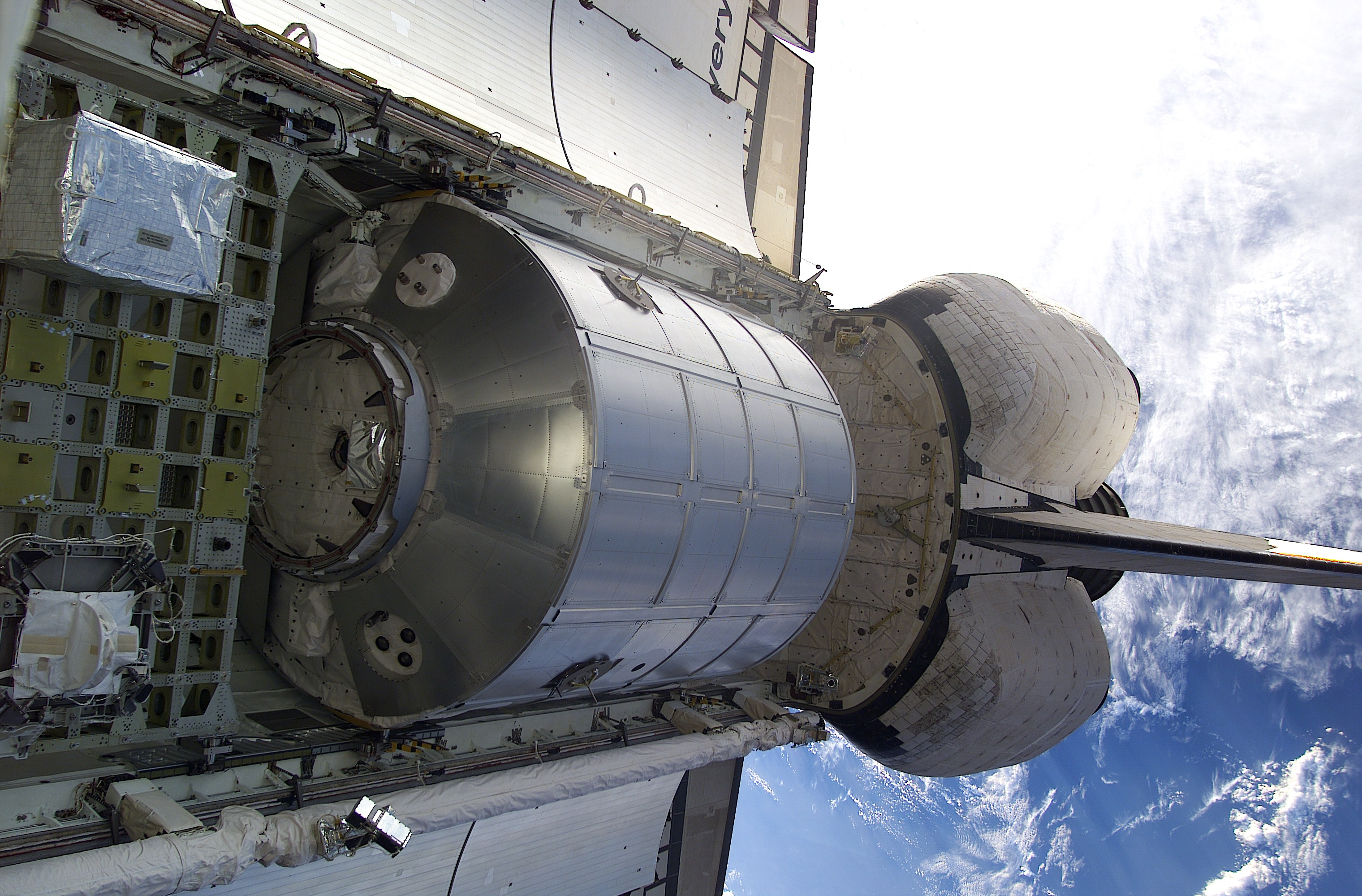
El módulo Leonardo en la bodega de carga del Discovery el 10 de marzo de 2001.

La STS-102 fue la octava misión que visitó la estación y realizó una misión de reemplazo en la tripulación de la EEI. El Transbordador espacial Discovery llevó al equipo de la Expedición 2 a la estación y devolvió al equipo de la Expedición 1 a la Tierra. La carga primaria para esta misión fue el módulo logístico multiusos Leonardo, con seis racks para el Laboratorio Espacial Destiny, entregado e instalado en la estación durante la misión STS-98. La tripulación de la STS-102 conectó temporalmente el Leonardo a la estación para descargar su contenido.
También se realizaron dos EVAs para completar esta misión de ensamblaje. Los objetivos del primer paseo eran mover el puerto de acoplamiento del transbordador para dejar espacio para el MPLM (Leonardo) y sujetar la base de ensamblaje del laboratorio (Lab Cradle Assembly) sobre este. El módulo se usó en la misión STS-100 cuando el Brazo Robótico de la Estación Canadarm2 se montó en la estación. En el segundo paseo, los astronautas atracaron una plataforma de almacenamiento  y una bomba refrigerante en el exterior del módulo Destiny.